# Mirai e (bài hát của Kiroro)
"Mirai e"(未来へ, Đến tương lai) là đĩa đơn thứ hai của Kiroro. Phát hành vào ngày 24 tháng 6 năm 1998. Được phát hành bởi JVC Kenwood Victor Entertainment.
Đĩa đơn đã được phát hành trên indies vào năm 1997, nhưng sau khi ra mắt chính, các bài hát thu âm đã được thay đổi và nó được làm thành đĩa đơn một lần nữa.
Bài hát chủ đề "To the Future" thường được hát trong các lớp âm nhạc trung học cơ sở và trung học phổ thông và các cuộc thi hợp xướng, và còn được gọi là bài hát tốt nghiệp. Bài hát gốc được viết bởi Chiharu Tamashiro(玉城千春), một thành viên của Kiroro, viết cho mẹ của anh ấy khi anh ấy học năm thứ ba của trường trung học cơ sở , và vì lý do đó, nó thường được sử dụng như một bài hát để tặng cho cha mẹ của anh ấy tại một lễ cưới. Tiêu đề thường bị nhầm với "Mirai"(未来, tương lai), nhưng "Mirai e"(未来へ, Đến tương lai) là đúng.
Nó đã bán được 75.000 bản trong tuần đầu tiên phát hành, đứng thứ 4 trong danh sách hàng tuần . Số lượng bán hàng năm là 498.000 bản, trở thành đĩa đơn bán chạy thứ 48 tại Nhật Bản vào năm 1998.